# Pierre-Isaac Poissonnier
Pierre-Isaac Poissonnier (* 5. Juli 1720 in Dijon; † 15. September 1798 in Paris) war ein französischer Mediziner.

## Leben und Wirken
Poissonnier erhielt 1745 einen Lehrstuhl für Medizin am Collège royal in Paris. Ab 1756 war er Inspektor der Militärkrankenhäuser Frankreichs sowie Militärarzt. Von 1758 bis 1761 weilte er in diplomatischer Mission in St. Petersburg am Hof der Kaiserin Elisabeth. Nach seiner Rückkehr war er leitender Arzt am Hof Ludwig XV. In dieser Zeit entwickelte er eine Methode zur Meerwasserentsalzung, die später von Bougainville bei seiner Weltumseglung zur Gewinnung von Trinkwasser genutzt wurde. 1764 wurde Poissonnier Generalinspekteur für Medizin, Chirurgie und Pharmazie der Marine und der französischen Kolonien. In seinen späten Jahren setzte er sich kritisch mit dem animalischen Magnetismus auseinander, so unter anderem in seinem Briefwechsel mit Benjamin Franklin.

## Ehrungen
1759 wurde Poissonnier zum Ehrenmitglied der Russischen Akademie der Wissenschaften in St. Petersburg gewählt. Seit 1765 gehörte er der Académie royale des sciences an. Am 2. Juni 1774 wurde Poissonnier als Mitglied („Fellow“) in die Royal Society gewählt. Er war Mitglied der Königlich Schwedischen Akademie der Wissenschaften.